# Чакарера
Чакаре́ра (исп. chacarera) — традиционный аргентинский ритм и жанр музыки, а также парный фольклорный танец, появившийся в провинции Сантьяго-дель-Эстеро и затем получивший широкое распространение на территории всей Аргентины.
Традиционно чакареру исполняют на таких музыкальных инструментах, как гитара, бомбо легуэро, скрипка. Обычно в ней есть вокальная партия, но существуют и чисто инструментальные композиции. Современные аранжировки разнообразны, в них может звучать электрогитара, фортепиано, аккордеон или бандонеон, флейта, губная гармоника и др.
Типичная чакарера — это быстрая весёлая музыка, а танец носит шутливый характер с элементами игры и флирта (поскольку чакарера, как и большинство аргентинских фольклорных танцев, символизирует ухаживание мужчины за женщиной), однако современные исполнители могут отклоняться от канона и экспериментировать с настроением.

## История

### Этимология названия
Название «chacarera» происходит от слова chacarero (в свою очередь, образованного от chakra — «кукурузное поле» в переводе с кечуа), означающего человека, который работает в поле. Чакареру преимущественно танцевали в сельской местности, но впоследствии она проникла и в городскую культуру.

### Происхождение
Происхождение чакареры сложно установить ввиду малого количества документальных источников. Согласно устной традиции, она зародилась в провинции Сантьяго-дель-Эстеро на севере Аргентины. Эту теорию подтверждает существование на территории провинции чакарер (песен) на языке кечуа. В танце также прослеживается влияние культуры коренного населения.
Самое раннее письменное упоминание о чакарере встречается в мемуарах Memorias de Florencio Sal, основанных на воспоминаниях жителя провинции Тукуман и опубликованных в 1913 году. В них говорится, что к 1850 году в Тукумане уже танцевали чакареру.

### Популяризация
В 1960-е годы на фоне общего возрождения аргентинского фольклора чакарера переживает подъём популярности. В числе исполнителей, повлиявших на развитие чакареры как музыкального жанра, Los Kari Huainas, Los Chalchaleros, Los Fronterizos, Los de Salta, Los Cantores del Alba, Los Tucu Tucu, Los Manseros Santiagueños, Hermanos Núñez, Мерседес Соса, Dúo Salteño, а также семья Карабаха́ль (Carabajal) — музыкальная династия из Сантьяго-дель-Эстеро, состоящая из нескольких поколений певцов и музыкантов.

## Ритм
Музыканты не сходятся во мнениях при определении ритма чакареры. Некоторые придерживаются версии, что это чистый размер 3/4 с акцентом на первую (сильную) долю, другие считают его ритмом 6/8, а третьи называют полиритмией, сочетающей размер 6/8 в части мелодии и инструментальную базу на 3/4.

## Музыкальная структура
Типичная песня в жанре чакареры состоит из двух одинаковых по структуре частей, каждая из которых представляет собой последовательность:
вступление — куплет — проигрыш — куплет — проигрыш — куплет — припев
Вступление: почти всегда инструментальное, предшествует пению.

Куплет: блок, в котором вступает солист (или несколько вокалистов) и поёт одну из строф текста песни.

Проигрыш: инструментальный блок, мелодически схожий со вступлением.

Припев: блок, содержащий вокал, обычно кульминация каждой из двух частей.

## Хореография
Чакарера относится к социальным танцам, её танцуют в независимых парах без физического контакта между партнёрами.
Базовый шаг чакареры и многих других аргентинских танцев состоит из трёх движений:

— шаг левой ногой в сильную долю с равномерным распределением веса по всей стопе;

— правая стопа ставится на носок (плюсну) рядом с серединой левой стопы с кратковременным переносом веса на правую ногу;

— левая нога снова делает шаг на всю стопу, вес возвращается на левую ногу.

Далее повторяется та же серия движений с правой ноги.
Танец строится по следующей схеме:
- Вводная часть (вступление)

Пара занимает место на танцполе, партнёры располагаются друг напротив друга на некотором расстоянии. Далее обычно они отбивают ритм хлопками ладоней (palmas). Один из музыкантов может обозначить начало мелодии, выкрикнув фразу «¡Se va la primera!» (можно перевести как «начинается первая») или просто «¡Primera!» («первая»). Перед началом куплета часто звучит призыв «¡Adentro!» («внутрь»), который является сигналом как для певца о вступлении вокальной партии, так и для танцоров о начале движения.
- Основные фигуры[5]

1) Движение вперёд и назад (исп. avance y retroceso): танцующие делают два шага вперёд навстречу друг другу и два шага назад (не поворачиваясь спиной к партнёру), возвращаясь на первоначальную позицию. Движение может выполняться как линейно, так и по траектории в виде ромба. Данный элемент длится 4 счёта (такта).
Руки подняты и направлены вперёд-вверх, кисти рук находятся на уровне глаз, при этом можно сопровождать музыку щелчками пальцев в сильную долю (castañetas). Такое положение рук сохраняется во всех фигурах, кроме сапатео и сарандео (п. 4).
2) Хи́ро (исп. giro — «поворот»): по окружности танцоры проходят против часовой стрелки два шага к центру пары и за два шага возвращаются на своё место. Фигура хиро также длится 4 счёта и вместе с avance y retroceso выполняется во время первого куплета.
3) Вуэ́льта, или вуэ́льта энте́ра (исп. vuelta entera— «полный оборот»): исполняется во время проигрыша, который может длиться 8 или 6 счётов. Танцоры проходят 4 или 3 шага (в зависимости от длительности инструментальной части) до места партнёра, затем за такое же количество шагов возвращаются в начальную точку. Движение происходит по кругу против часовой стрелки. Корпус при этом направлен к партнёру.
4) Сапате́о и саранде́о (исп. zapateo y zarandeo): длится 8 счётов и исполняется во время куплета. В этой части хореография для мужской и женской партии различается.
Мужчина исполняет сапатео — энергичное выстукивание ритма стопами.
Женщина танцует сарандео: в традиционном варианте представляет собой движение по траектории в виде ромба — два шага по направлению к партнёру и два шага обратно. При этом дама берётся обеими руками за юбку (элемент традиционного костюма) либо держит юбку одной рукой, а вторую кладёт себе на талию. Такая фигура выполняется за 4 счёта и повторяется дважды.
5) Вуэльта — аналогично п. 3.
6) Сапатео и сарандео — аналогично п. 4.
После сигнала музыкантов «¡Áhura!» (произносится как «а́ура», от исп. ahora — «сейчас») или «¡Se acaba!» («заканчивается») начинается припев, во время которого танцоры выполняют следующие движения:
7) Ме́диа вуэ́льта (исп. media vuelta — «половина оборота»): фигура на 4 счёта, представляет собой половину вуэльты, во время которой партнёры меняются местами, пройдя четыре шага по дуге окружности против часовой стрелки.
8) Хи́ро фина́ль и коронация (исп. giro final y coronación): пара выполняет хиро таким образом, чтобы на третьем счёте развернуться лицом друг к другу и на четвёртый сделать шаг по направлению к партнёру, встретившись в центре. Мужчина символически «коронует» женщину, держа руки над её головой.
На этом первая половина песни заканчивается и начинается вступление ко второй части, которая также может быть отмечена музыкантами криком «¡Segunda!» («вторая»). Танцоры выдерживают паузу, после чего мужчина провожает женщину на место, с которого начинал танец в первой части, и отходит на аналогичное расстояние (таким образом оказываясь в точке, которую ранее занимала его партнёрша).
Вторая половина песни танцуется по той же схеме, но партнёры теперь находятся с противоположных сторон.

## Разновидности чакареры
Различают чакареру си́мпле и до́бле (исп. simple — «простая», исп. doble — «двойная»), на 8 и на 6 счётов (по длительности проигрыша/вуэльты).

### Чакарера симпле
Avance y retroceso — 4 счёта

Giro — 4 счёта

Vuelta — 8 или 6 счётов

Zapateo y zarandeo — 8 счётов

Vuelta — 8 или 6 счётов

Zapateo y zarandeo — 8 счётов

Media vuelta — 4 счёта

Giro final y coronación — 4 счёта

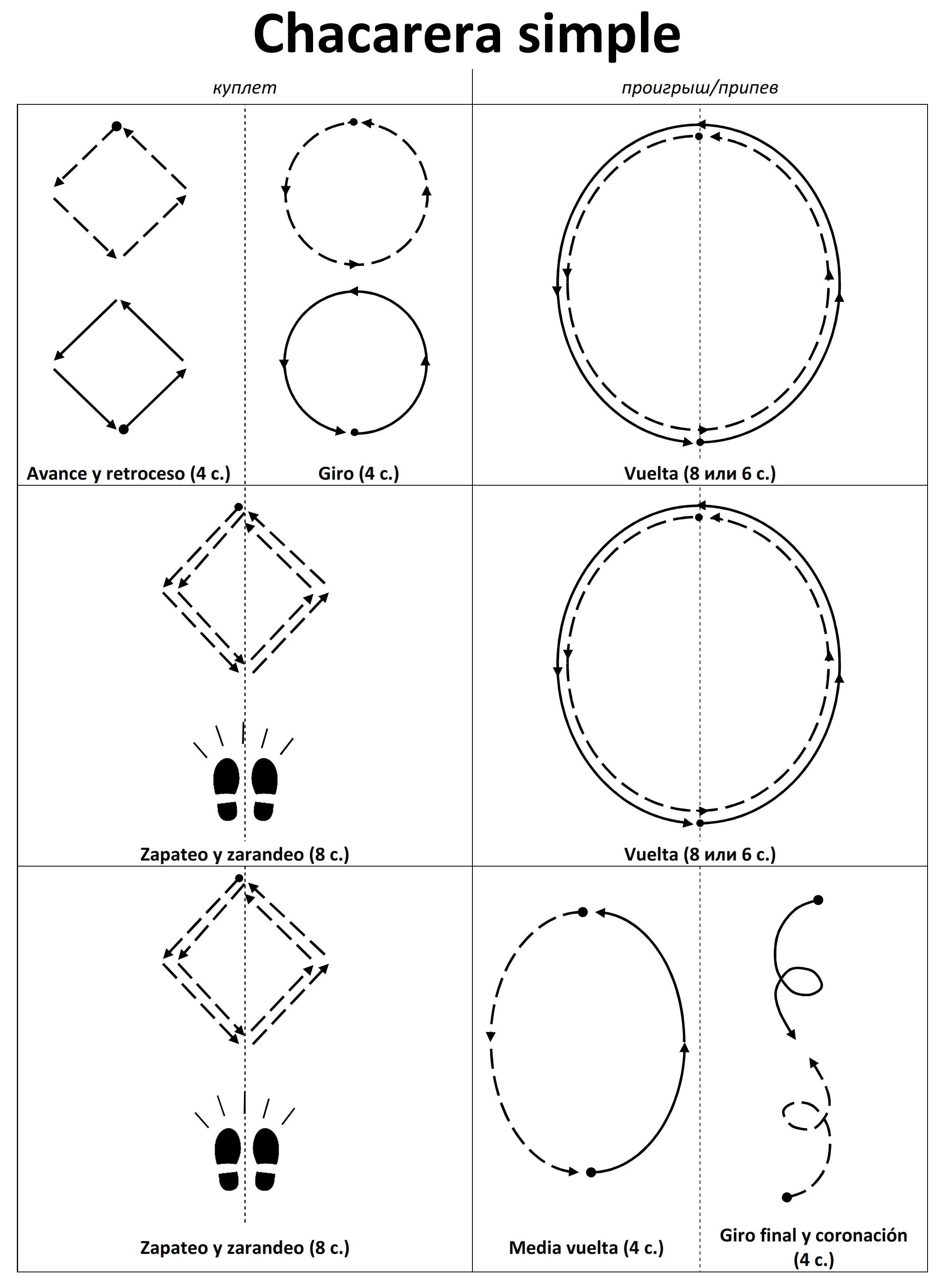
Схема чакареры симпле

Примеры чакареры симпле: на 8 счётов — Chacarera del violín (муз. Javier Zirpolo, сл. Hermanos Simón), Borrando fronteras (Peteco Carabajal); на 6 счётов — A orillas del Río Dulce (муз. Andrés Chazarreta, сл. Agustín Carabajal), Chacarera del exilio (Raly Barrionuevo).

### Чакарера добле
Музыкально отличается от чакареры симпле более продолжительной вокальной частью. В чакарере симпле длительность каждого куплета и припева составляет 8 счётов, в чакарере добле — 12. В связи с этим хореография видоизменяется путём добавления дополнительных фигур в базовую структуру:
1. Avance y retroceso — 4 счёта

2. Avance y retroceso — 4 счёта

3. Giro — 4 счёта

4. Vuelta — 8 или 6 счётов

5. Zapateo y zarandeo — 8 счётов

6. Giro — 4 счёта

7, 8 и 9. Повтор фигур 4, 5 и 6

10. Media vuelta — 4 счёта

11. Zapateo y zarandeo — 4 счёта

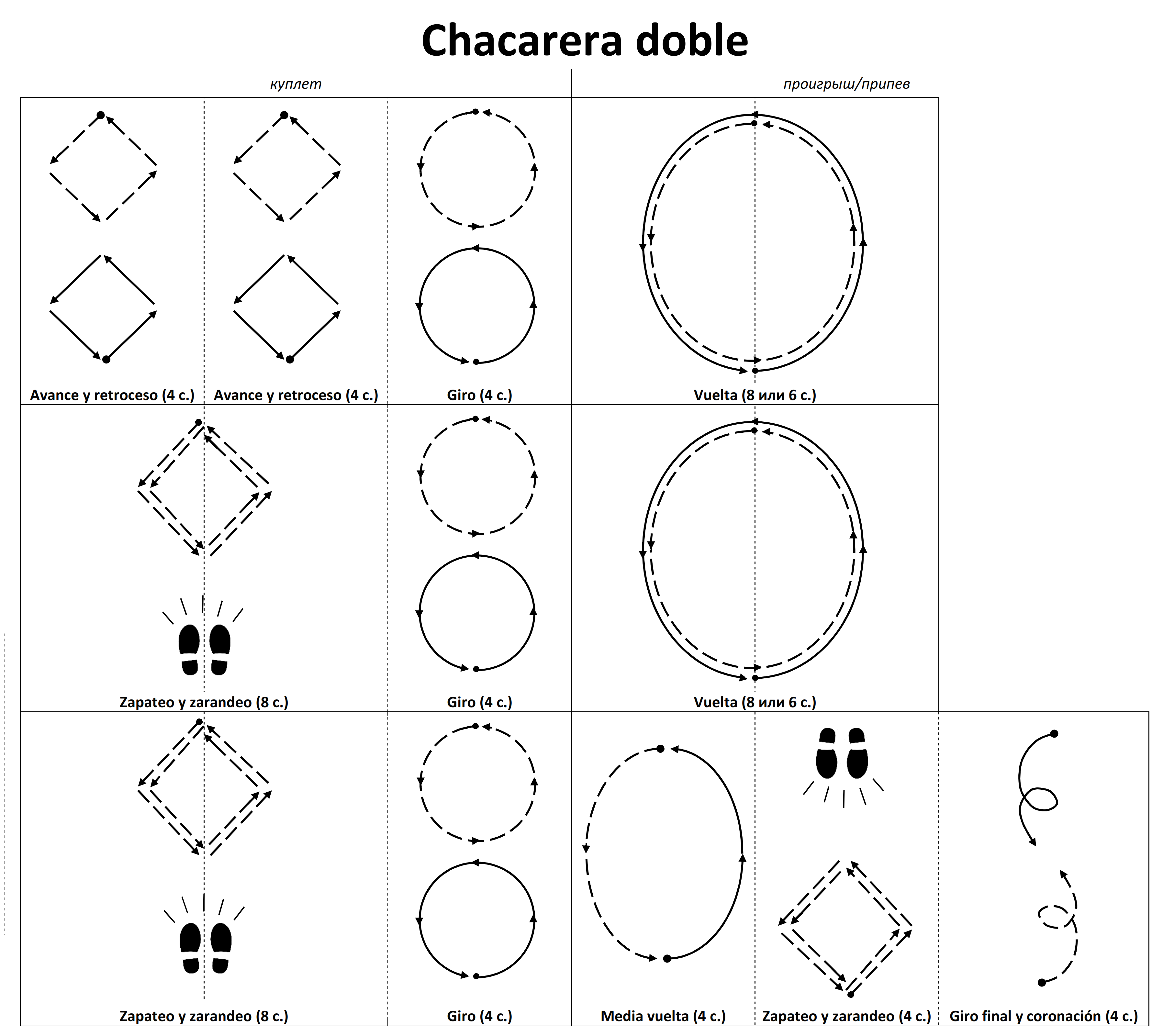
Схема чакареры добле

12. Giro final y coronación — 4 счёта
Примеры чакареры добле: на 8 счётов — Entre a mi pago sin golpear (муз. Carlos Carabajal, сл. Pablo Raúl Trullenque), Chacarera del milagro (муз. Coco Díaz, сл. María Eugenia Díaz); на 6 счётов — Flor de cenizas (муз. Cuti Carabajal, сл. Pablo Trullenque), Fiesta churita (Agustín Carabajal).

### Прочие схемы
Aire de chacarera (исп. aire — «воздух») — чакарера, в которой не соблюдается традиционная структура песни, но сохраняются все остальные признаки жанра. Для танцующих это означает танец без схемы, то есть импровизацию с использованием базовых фигур.
Примеры: Te voy a contar un sueño (Jacinto Piedra), Noche de viernes (муз. Pucho Ruiz, Marcelo Cuello; сл. Rosita Moreno).
Chacarera larga («длинная») — одна из разновидностей aire de chacarera, в которой куплеты и припев длятся по 16 счётов. Схема танца:
1 и 2. Avance y retroceso — 8 счётов

3. Giro — 4 счёта

4. Contragiro — 4 счёта (исполняется так же, как giro, но по часовой стрелке)

5. Vuelta — 8 счётов

6. Zapateo y zarandeo — 8 счётов

7. Giro — 4 счёта

8. Contragiro — 4 счёта

9, 10, 11, 12. Повтор фигур 5-8

13. Media vuelta — 4 счёта

14. Zapateo y zarandeo — 4 счёта

15. Giro — 4 счёта

16. Giro final y coronación — 4 счёта
Примеры: A Don Ata (Mario Alvarez Quiroga), Mujer caminante (Raly Barrionuevo).

### Чакарера трунка
Чакарера тру́нка (исп. trunca — «усечённая») от «обычной» чакареры отличается музыкой.
На первую долю первого такта, которая в классической чакарере является сильной и имеет ярко выраженный акцент, в трунке приходится пауза, а акцент смещается на вторую долю. Кроме того, мелодия заканчивается не на первой доле последнего такта, а на одной из последующих. При этом создаётся синкопа, из-за которой на слух кажется, например, что в вуэльте не хватает одного счёта.
Чакареру трунку танцуют по обычной схеме (симпле или добле).
Примеры: симпле трунка — La Vieja (Hermanos Diaz, Oscar Valles), добле трунка — Dejame que me vaya (муз. Cuti Carabajal, сл. Roberto Ternán).